# Halowe Mistrzostwa Świata w Lekkoatletyce 2022 – sztafeta 4 × 400 m mężczyzn
Sztafeta 4 × 400 metrów mężczyzn – jedna z konkurencji biegowych rozgrywanych podczas halowych lekkoatletycznych mistrzostw świata w Štark Arena w Belgradzie.
Tytułu mistrzowskiego z 2018 nie obroniła reprezentacja Polski, która zajęła czwarte miejsce.

## Terminarz
| Data     | Godzina |            |
| -------- | ------- | ---------- |
| 20 marca | 11:10   | Eliminacje |
| 20 marca | 19:40   | Finał      |

## Rekordy
W poniższej tabeli przedstawiono (według stanu przed rozpoczęciem mistrzostw) halowe rekordy świata, poszczególnych kontynentów, halowych mistrzostw świata oraz najlepszy wynik na listach światowych w 2022.
|                                   | Reprezentacja        | Wynik   | Miejsce         | Data                |
| --------------------------------- | -------------------- | ------- | --------------- | ------------------- |
| Halowy rekord świata              | Houston              | 3:01,51 | Clemson         | 9 lutego 2019(dts)  |
| Rekord halowych mistrzostw świata | Polska               | 3:01,77 | Birmingham      | 4 marca 2018(dts)   |
| Halowy rekord Afryki              | Nigeria              | 3:07,95 | Sopot           | 8 marca 2014(dts)   |
| Halowy rekord Ameryki Południowej | Brazylia             | 3:10,50 | Paryż           | 8 marca 1997(dts)   |
| Halowy rekord Ameryki Północnej   | Texas A&M University | 3:01,39 | College Station | 10 marca 2018(dts)  |
| Halowy rekord Australii i Oceanii | Australia            | 3:08,49 | Sewilla         | 10 marca 1991(dts)  |
| Halowy rekord Azji                | Japonia              | 3:05,90 | Maebashi        | 6 marca 1999(dts)   |
| Halowy rekord Europy              | Polska               | 3:01,77 | Birmingham      | 4 marca 2018(dts)   |
| Listy światowe                    | Georgia              | 3:02,59 | College Station | 26 lutego 2022(dts) |

## Wyniki
| WR – rekord świata \| CR – rekord mistrzostw świata \| NR – rekord kraju \| AR – rekord kontynentu \| WL – najlepszy wynik na listach światowych w sezonie 2022 \| SB – najlepszy wynik w sezonie |

### Eliminacje
Awans: Dwie najlepsze z każdego biegu (Q) oraz dwie z najlepszymi czasami wśród przegranych (q).
Źródło: World Athletics.
| Pozycja | Bieg | Tor | Reprezentacja     | Zawodnicy                                                               | Czas    | Uwagi    |
| ------- | ---- | --- | ----------------- | ----------------------------------------------------------------------- | ------- | -------- |
| 1.      | 2    | 6   | Hiszpania         | Bruno Hortelano, Iñaki Cañal, Manuel Guijarro, Bernat Erta              | 3:06,98 | Q,       |
| 2.      | 2    | 5   | Czechy            | Pavel Maslák, Vít Müller, Tadeáš Plaček, Patrik Šorm                    | 3:07,25 | q,       |
| 3.      | 1    | 5   | Belgia            | Julien Watrin, Dylan Borlée, Alexander Doom, Kévin Borlée               | 3:07,43 | Q,       |
| 4.      | 3    | 6   | Holandia          | Isayah Boers, Nick Smidt, Jochem Dobber, Tony van Diepen                | 3:07,64 | Q,       |
| 5.      | 3    | 4   | Polska            | Tymoteusz Zimny, Mateusz Rzeźniczak, Jacek Majewski, Kajetan Duszyński  | 3:07,90 | q,       |
| 6.      | 3    | 5   | Wielka Brytania   | Alex Haydock-Wilson, Ben Higgins, Samuel Reardon, Guy Learmonth         | 3:08,30 | q,       |
| 7.      | 2    | 4   | Irlandia          | Cillin Greene, Cathal Crosbie, Brian Gregan, Christopher O'Donnell      | 3:08,63 | NR       |
| 8.      | 1    | 6   | Stany Zjednoczone | Noah Williams, Donavan Brazier, Amere Lattin, Isaiah Harris             | 3:09,11 | SB       |
| 9,      | 1    | 4   | Szwecja           | Kasper Kadestål, Nick Ekelund-Arenander, Karl Wållgren, Erik Martinsson | 3:09,48 | SB       |
| 10.     | 1    | 3   | Nigeria           | Ifeanyi Ojeli, Sikiru Adeyemi, Timothy Emeoghene, Samson Nathaniel      | 3:09,55 | SB       |
| 11.     | 2    | 3   | Słowacja          | Šimon Bujna, Patrik Dömötör, Matej Baluch, Miroslav Marček              | 3:09,79 | NR       |
| 12.     | 3    | 3   | Rumunia           | Remus Niculita, Mihai Dringo, Denis Toma, Robert Parge                  | 3:13,11 |          |
| 13 !    | 1    | 2   | Ekwador           | Katriel Angulo, Alan Minda, Anderson Marquinez, Steeven Salas           | DSQ     | TR17.4.3 |

### Finał
Źródło: World Athletics.
| Pozycja | Tor | Reprezentacja   | Zawodnicy                                                                    | Czas    | Uwagi |
| ------- | --- | --------------- | ---------------------------------------------------------------------------- | ------- | ----- |
| 01 !    | 5   | Belgia          | Julien Watrin, Alexander Doom, Jonathan Sacoor, Kévin Borlée                 | 3:06,52 | SB    |
| 02 !    | 6   | Hiszpania       | Bruno Hortelano, Iñaki Cañal, Manuel Guijarro, Bernat Erta                   | 3:06,82 | SB    |
| 03 !    | 3   | Holandia        | Taymir Burnet, Nick Smidt, Terrence Agard, Tony van Diepen                   | 3:06,90 | SB    |
| 4.      | 1   | Polska          | Tymoteusz Zimny, Mateusz Rzeźniczak, Maksymilian Klepacki, Kajetan Duszyński | 3:07,81 | SB    |
| 5.      | 4   | Czechy          | Patrik Šorm, Vít Müller, Tadeáš Plaček, Pavel Maslák                         | 3:07,98 |       |
| 6.      | 2   | Wielka Brytania | Ben Higgins, Alex Haydock-Wilson, Samuel Reardon, Guy Learmonth              | 3:08,30 | SB    |